# Isesaki (Gunma)
Isesaki (伊勢崎市 Isesaki-shi?) es una ciudad japonesa localizada en la prefectura de Gunma.
El 1 de diciembre de 2004 la ciudad tenía una población estimada em 207.562 habitantes y una densidad poblacional de 1.490 hab/km² . Tiene un área total de 139,33 km².
Recibió el estatuto de ciudad el 13 de septiembre de 1940.
La temperatura más alta jamás registrada en Japón, 41,8 °C, se registró en Isesaki el 5 de agosto de 2025.